# Armosta
Un armosta (in greco antico: ἁρμοστής?, harmostés, "governatore"; da ἁρμόζω = unisco a me, organizzo) era un magistrato, non necessariamente spartano, inviato alla testa di un presidio militare nelle città conquistate da Sparta o in qualche modo connesse ad essa per difenderle e sorvegliarle.
Ad Atene erano chiamati episcopi.

## Storia
La prima menzione degli armosti risale al 421 a.C., allorché venne insediata una guarnigione spartana ad Anfipoli e nelle città della Tracia che erano state sottomesse da Brasida; fino ad allora non erano state mai insediate delle guarnigioni spartane permanenti.
Sembra tuttavia che l'uso del termine "armosta" sia più antico, e riguardasse inizialmente i magistrati spartani inviati nelle città dei perieci per assicurare la sottomissione di costoro a Sparta.
Gli armosti scomparvero dopo la sconfitta spartana a Leuttra, che pose fine all'egemonia di Sparta nell'antica Grecia e avviò quella di Tebe (371 a.C.).

## Compiti
Gli armosti erano designati dal re o dagli efori; in certi casi erano scelti probabilmente dall'assemblea (l'Apella); disponevano di pieni poteri e rispondevano del loro operato solamente agli efori. Nelle città controllate, per governare, gli armosti si appoggiarono al partito favorevole a Sparta o a governi oligarchici (per esempio: ad Atene sostennero i Trenta tiranni). Dagli elementi locali venivano poi scelti dieci membri per costituire un collegio, detto "decarchia". Non si conosce la durata della carica: nel caso di Cerigo gli armosti rimasero in carica un anno.